# Научно-практический психоневрологический центр имени З. П. Соловьёва
Научно-практический психоневрологический центр им. З. П. Соловьёва — медицинское заведение в Москве, расположено на Донской улице. Больница основана в 1914 году.

## История
Больница была основана Н. Н. Баженовым в 1914 году как частная психиатрическая клиника. После революции 1917 года больница была национализирована, а в 1920 году передана Мосгорздравотделу для организации в нём городской психиатрической больницы при активном участии начальника Главного Военно-санитарного управления Зиновия Петровича Соловьёва, имя которого впоследствии было присвоено больнице.
В 1920 году больница стала клинической базой Психиатрической клиники 2-го Московского медицинского института им. Пирогова во главе с профессором института и главным врачом больницы Василием Алексеевичем Гиляровским.
После войны, в 1945 году, больница была переведена в подчинение Института психиатрии Академии медицинских наук СССР, а в 1952 году на базе больницы была организована лаборатория Института высшей нервной деятельности человека Академии наук СССР. С этого времени работа клиники проходит при тесном взаимодействии с кафедрой психиатрии 2-го медицинского института под руководством О. В. Кербикова, проводившим исследования в области пограничной психиатрии.
В 1951 году больнице был присвоен восьмой номер (Московская клиническая психиатрическая больница № 8 имени Соловьёва). В 1972 году больница по инициативе главного врача профессора Вильмира Семёновича Чугунова была реорганизована в «Клинику неврозов» и с этого времени специализируется на лечении пограничных форм психических расстройств.
В 2012 году больница переименована в научно-практический психоневрологический центр.
В апреле 2015 года к центру присоединилась ГПП № 223, а в феврале 2017 года — ГКБ им. Ю. В. Каннабиха.

## Структура
Отделения:
- Консультативно-поликлиническое
- Стационар Клиники неврозов (16 лечебных отделений)
- Лечебно-диагностический корпус (ЛДК)
- Центральная клинико-диагностическая лаборатория (включает в себя клинико-биохимическую, нейрогормональную, иммунологическую лаборатории)
- Физиотерапевтическое отделение
- Отделение гипербарической оксигенации
- Отделение двигательной терапии
- Отделение иглорефлексотерапии
- Дневной стационар
- Филиал клиники № 1: 3 отделения и третий дневной стационар (ул. Новорублёвская, д. 2, к. 1)
- Филиал клиники № 2: второй дневной стационар (ул. Пантелеевская, д. 10)
- Филиал клиники № 3: (Б. Златоустинский пер., д. 6/6, стр. 2)
- Водно-лечебный комплекс
- Психологическое консультирование

Коечный фонд: 570 коек + 150 пациенто-мест дневного стационара.

## Методы лечения
Все методики условно разделены на:
- биологические (дыхательная и релаксационная лечебная гимнастика и аэробика; разгрузочная диетотерапия; лечебный массаж; рефлексотерапия; лечебная гимнастика; лечебная гипертермия и др.);
- психологические (многоступенчатая аутогенная тренировка, психологическая коррекция, психотерапевтические группы);
- социальные (музыкотерапия, библиотерапия, культтерапия и др.).